# Cochon truffier

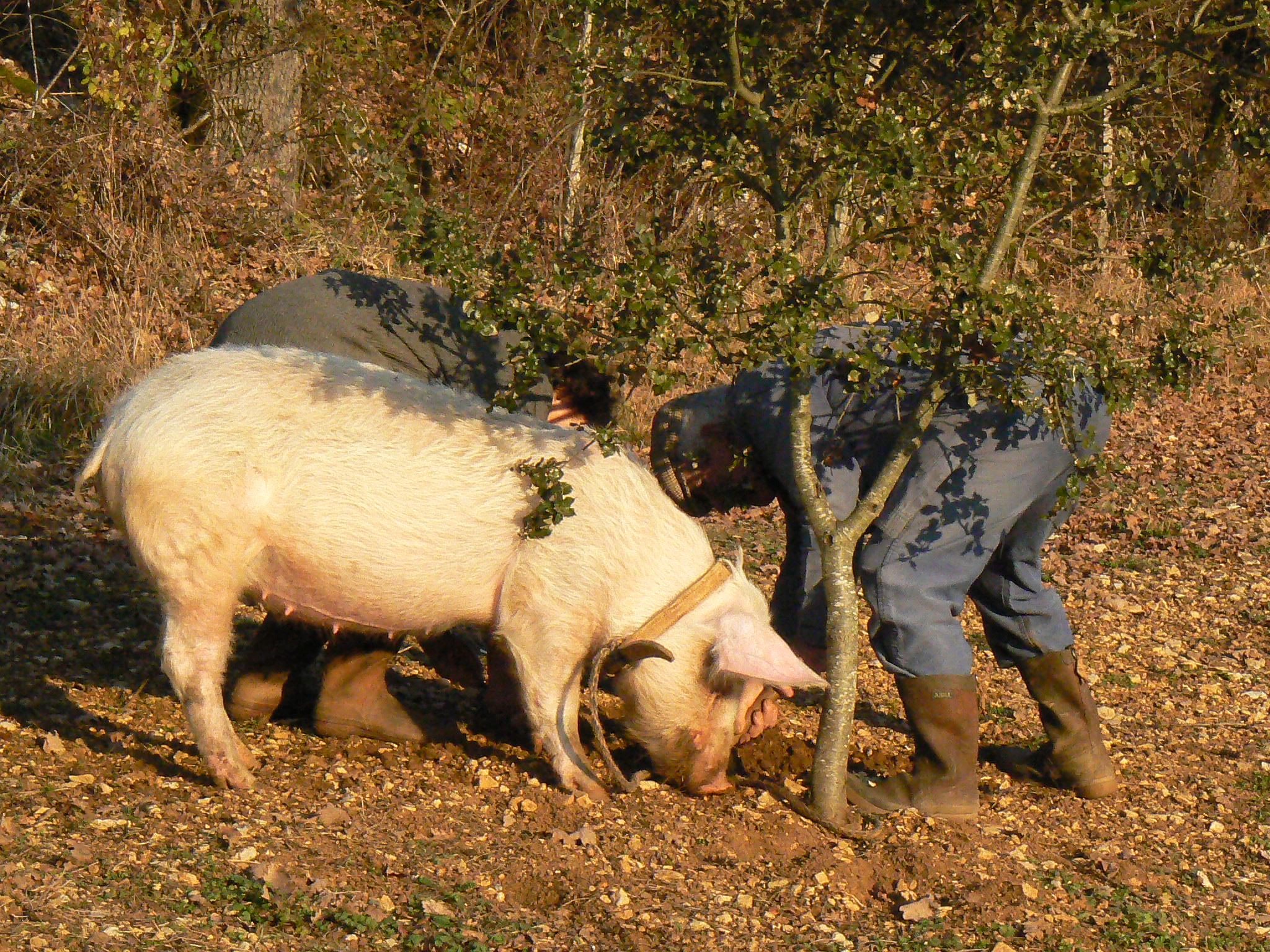
Cochon truffier.

Un cochon truffier est, comme son nom l'indique, utilisé pour trouver des truffes dans le sol grâce à son odorat.

## Préparation
Le cochon n'est pas spécialement dressé pour trouver les truffes car il aime les manger naturellement. Une phéromone, l'androsténone, serait une des explications de l'ardeur et la motivation des truies à rechercher la truffe. Cette explication traditionnelle est infirmée par des études qui montrent l'attractivité d'autres molécules, telles que des composés soufrés (notamment le sulfure de diméthyle), car de jeunes porcs immatures, normalement insensibles aux odeurs sexuelles de l'androstérone, sont capables de repérer les truffes. Ces composés soufrés permettent ainsi d'attirer des animaux mycophages tels que sangliers, rongeurs et limaces, et de disperser les spores fongiques principalement par endozoochorie,.
La truie, difficile à contrôler (truffes non détectées ou dévorées), doit être muselée.

## Usage
Les « caveurs » ou « rabassiers » (ramasseurs de truffes) utilisent traditionnellement pour le cavage (le ramassage des truffes) ces truies et des mouches truffigènes. Ils utilisent de plus en plus des chiens truffiers plutôt que le cochon plus difficile à utiliser (peu mobile, vite fatigué, au transport malaisé et moins discret, les voisins pouvant suivre plus facilement le caveur sur son coin à truffes). Contrairement à la truie, ces chiens sont spécifiquement éduqués à chercher les truffes,.